# 福岡市埋蔵文化財センター
福岡市埋蔵文化財センター（ふくおかしまいぞうぶんかざいセンター）は、福岡県の福岡市経済観光文化局が運営する埋蔵文化財センター。福岡市内での埋蔵文化財（遺跡）保護事業を担当し、公共事業・宅地開発事業などに伴う発掘調査で検出された遺構や遺物、調査に関する記録類の収蔵・保管・保存処理・調査研究および展示・教育普及を行う施設である。福岡県福岡市博多区井相田二丁目1番94号に位置する。

## 概要
1982年（昭和57年）2月22日に開館した。
それまで福岡市内数箇所の収蔵庫に分散して収蔵されていた出土品や調査記録を一箇所に集め、一部を展示して資料の活用を図ることを目的に、1978年（昭和53年）度より計画が進められた。建設用地として陸上自衛隊自動車訓練場跡地の国有地の払い下げを受け、1980年（昭和55年）12月から建設工事に着手し、翌1981年（昭和56年）末に完成した。その後、1986年（昭和61年）3月末に増築し、1999年（平成11年）4月にさらに増築し、リニューアルを実施した。
所在地は井相田遺跡のある板付中学校に隣接し、また金隈遺跡から約1.2km、板付遺跡から約1.4kmの場所に位置する。

## 施設
- 建物構造：鉄骨鉄筋コンクリート造3階建（一部2階建）
- 延床面積：10,713平方メートル
- 主な施設：第1展示室、第2展示室、第3展示室、収蔵庫（6か所）、木器特別収蔵庫、記録類収蔵庫、木器保存処理室、金属保存処理室、光学機器室、修復室、資料整理室、図書室など

## 利用情報
開館時間
9:30～17:00（入館は16:30まで）
駐車場
有り（大型バス4台・自家用車37台）
休館日
毎週月曜日
年末年始（12月28日～1月4日）
入館料
無料

## 交通
- 西鉄バス(41)番系統板付中学校前バス停から徒歩すぐ
- 鹿児島本線南福岡駅から徒歩25分
- 西鉄天神大牟田線雑餉隈駅から徒歩15分